# Wanda Jean Allen
Wanda Jean Allen (?, 17 augustus 1959 – McAlester (Oklahoma), 11 januari 2001) was een Amerikaanse vrouw die in 1988 de doodstraf kreeg opgelegd voor de moord op haar vriendin Gloria Jean Leathers. Ze werd op 11 januari 2001 in de staatsgevangenis van Oklahoma (Verenigde Staten) door middel van een dodelijke injectie geëxecuteerd.

## Achtergrond
Wanda Jean Allen werd geboren in 1959 als tweede van acht kinderen. Haar moeder was, althans volgens haar vader, een alcoholiste die ook tijdens haar zwangerschappen dronk. Zelf verliet hij het gezin nadat het laatste kind was geboren. Wanda Jean Allen groeide op in armoedige omstandigheden. Als oudste dochter van het gezin kwam een groot deel van de verantwoordelijkheid voor de zorg voor de andere kinderen op haar schouders te rusten. Ze deed haar best ze van eten te voorzien, met geld dat ze bijeenbracht met losse baantjes en, indien nodig, door diefstal. Hiervoor werd ze meerdere keren gearresteerd, wat haar een verblijf in een jeugdgevangenis opleverde. Op haar vijftiende werd vastgesteld dat ze een IQ had van 69. Allen verliet op haar zestiende voortijdig de middelbare school.

## Dedra Pettus
In 1981 woonde Allen samen met Dedra Pettus. Op 29 juni van dat jaar schoot ze Pettus tijdens een ruzie dood, volgens haarzelf van enige afstand en uit zelfverdediging tegen schoten die Pettus' vriend op haar zou hebben afgevuurd. Deze verklaring leek geen steun te vinden in de resultaten van forensisch onderzoek. Een deskundige was van mening dat blauwe plekken en door kruit veroorzaakte brandwondjes op het lichaam van Pettus erop wezen dat Allen haar eerst met een pistool had neergeslagen en daarna van dichtbij had doodgeschoten. Desondanks kwamen de openbare aanklager en Allen een deal overeen. Allen bekende schuld op een aanklacht wegens doodslag en werd in ruil daarvoor veroordeeld tot een gevangenisstraf van vier jaar, waarvan ze twee jaar uitzat.

## Gloria Jean Leathers
Zeven jaar na de dood van Pettus leefde Allen in Oklahoma City samen met haar vriendin Gloria Jean Leathers, die ze in de gevangenis had leren kennen. De twee hadden een turbulente en gewelddadige verhouding. Op 2 december 1988 kregen Allen en Leathers in een kruidenierswinkel ruzie. De vrouwen werden door een city officer naar huis gebracht, waar Leathers haar bezittingen bij elkaar zocht. Ze reed met haar moeder naar het Village Police Department, een lokaal politiebureau, waar ze een aanklacht tegen Allen wilde indienen. Toen Leathers daar aangekomen uit de auto stapte, vuurde Allen één pistoolschot op haar af, waardoor Leathers in de buik getroffen werd. Het schot werd door drie politiefunctionarissen gehoord, maar geen van hen zag de schietpartij. De politie vond later het vermoedelijke vuurwapen in de buurt van de woning van de twee vrouwen. Leathers bezweek op 5 december 1988 aan haar verwondingen. Ze was toen 29 jaar oud.

## Proces
De openbare aanklager beschuldigde Allen van moord (first-degree murder) en kondigde aan de doodstraf te zullen eisen. Allen beriep zich op zelfverdediging. Leathers had een gewelddadig verleden en zou naar eigen zeggen in 1979 in Tulsa een vrouw hebben doodgestoken. Allen verklaarde bang te zijn geweest voor Leathers, omdat die over deze gebeurtenis opgeschept zou hebben. De verdediging wilde deze verklaring onderbouwen met een getuigenverklaring van Leathers' moeder, aan wie Leathers over de steekpartij zou hebben verteld. De aanklager, die eerder tijdens het proces Allen al had afgeschilderd als een meedogenloze leugenaarster, maakte bezwaar tegen dit voornemen. Het protest werd door de rechtbank gehonoreerd en de getuigenverklaring van Leathers' moeder werd niet als bewijs toegelaten. Allens lage IQ kwam tijdens het proces niet ter sprake. De jury verklaarde haar schuldig aan first degree murder en veroordeelde haar ter dood.

## Gevangenschap
Wanda Jean Allen bracht bijna twaalf jaar door op death row. Ze vroeg gratie aan, maar dit werd afgewezen, hetgeen leidde tot grote demonstraties tegen de doodstraf. Tijdens haar gevangenschap stelde Allen een born-again Christian te zijn geworden en haar lesbisch-zijn te hebben afgezworen. Dominee Robin Meyers, die voor Allen geestelijk raadsman was, suggereerde later dat dit kon zijn ingegeven door de wens haar kans op gratie te vergroten.

## Executie
Op 11 januari 2001 werd Allen, toen 41 jaar oud, in de Oklahoma State Penitentiary in McAlester (de staatsgevangenis van Oklahoma) met behulp van een dodelijke injectie geëxecuteerd. Daarbij waren verscheidene familieleden van Gloria Leathers en Dedra Pettus aanwezig. Op de executietafel zei Allen: "Vader, vergeef hen. Ze weten niet wat ze doen". Om 21.21u werd vastgesteld dat Wanda Jean Allen was overleden. Ze was de eerste gerechtelijk ter dood gebrachte zwarte vrouw in de Verenigde Staten sinds 1954 en de zesde vrouw die werd geëxecuteerd nadat een sinds 1967 geldend moratorium op de doodstraf door het Amerikaanse Hooggerechtshof in 1976 was opgeheven.

## Documentaire
Tijdens de laatste maanden van haar leven werd Wanda Jean Allen gefilmd door Liz Garbus. De opnames zijn verwerkt in een documentaire die Garbus in 2002 uitbracht, The Execution of Wanda Jean.